# IC 2401
IC 2401 — галактика типу S0 (спіральна галактика) у сузір'ї Рись.
Цей об'єкт міститься в оригінальній редакції індексного каталогу.